# Schloss Engers (Schiff, 1997)
Die Schloss Engers ist ein deutsches Fahrgastschiff.

## Geschichte
Das Schiff wurde unter der Baunummer 148 auf der Lux-Werft in Mondorf gebaut und nach dem Jagd- und Lustschloss Schloss Engers in Engers getauft. Laut Dieter Schubert hatte es im Jahr 2000 eine Zulassung zur Beförderung von 220 Fahrgästen und fuhr damals für die Reederei Lukullus Maritim in Neuwied, die mit der Personenschiffahrt Collée zusammengehört. Im Binnenschifferforum werden gegenüber Schubert leicht abweichende Angaben zum Schiff gemacht: Die Höchstzahl der Fahrgäste liegt laut dieser Quelle bei 195 Personen und die Maschine von Deutz habe nicht 500, sondern 450 PS.
Nachdem sich angesichts der Umgestaltung der Rheinpromenade Differenzen zwischen der Stadt Neuwied und dem Betreiber des Schiffes ergeben hatten, wurde schließlich eine Zwangsräumung durchgeführt: Die Schloss Engers und die Carmen Sylva wurden samt Collées Anlegern Ende 2021 nach Brohl-Lützing gebracht. Obwohl die Schloss Engers kein altes Schiff ist, hatte man, abgesehen von den technischen Problemen mit den in der Uferbefestigung verankerten Anlegern, die Schiffe Collées als „in die Jahre gekommen“ und die Kombination aus Steigern und Schiffen vor der Rheinpromenade als „Schandfleck“ empfunden. Die Stadt Neuwied wollte die Schiffe versteigern, um die Kosten für insgesamt zwei Zwangsräumungen etc. wieder hereinzubekommen. 2016 hatte Collée die Carmen Sylva verwendet, um die Demontage seines Steigers zu verhindern, was zu zusätzlichen Kosten geführt hatte. Collée hatte seiner Aussage nach zuvor vergeblich versucht, einen anderen Liegeplatz für seine Schiffe zu kaufen oder zu pachten. Er kommentierte die Entfernung seiner Schiffe und Anleger aus Neuwied empört: „Nach 85 Jahren werden wir hier wie ein räudiger Hund weggejagt.“ Der Erste Beigeordnete der Stadt hingegen zeigte sich zufrieden mit der Beseitigung der Carmen Sylva und der Schloss Engers.